# Reliktslända
Reliktslända (Inocellia crassicornis) är en art i insektsordningen halssländor som tillhör familjen reliktsländor.

## Kännetecken
Reliktsländan är den enda arten i sin familj i Sverige. Liksom de tre andra arterna i insektsordningen halssländor i Sverige karaktäriseras den av sin långa hals. Dess huvud har en närmast rektangulär, bred och platt form och saknar punktögon. Dess antenner har gulaktig bas och även benen är gulaktiga, resten av kroppen är svart. Honan kan skiljas från hanen genom att hon har ett långt sabelformat äggläggningsrör på bakkroppen. Vingarna är genomskinliga med mörkt vingmärke som saknar genomgående vingribbor och vingbredden är omkring 24 millimeter. 

## Utbredning
Reliktsländan finns i mellersta Europa och österut till Sibirien och Mongoliet. I Skandinavien finns den förutom i Sverige också i Finland. I Sverige finns den främst i Dalarna och Hälsingland, men den har också hittats i Ångermanland, Lycksele lappmark och Norrbotten.

### Status
I Sverige är reliktsländan klassad som starkt hotad. De största hoten mot arten är dess begränsade utbredning och den minskade tillgången på döda eller döende träd i skogarna. Eftersom dess larvutveckling är knuten till sådana träd hittas reliktsländan bara i skog av urskogs- eller naturskogskaraktär.

## Levnadssätt
Reliktsländan har som andra halssländor fullständig förvandling och genomgår utvecklingsstadierna ägg, larv, puppa och imago. Som larv är den ett rovdjur och dess föda är andra larver och puppor av olika vedinsekter, till exempel barkborrar.